# Quartier Saint-Michel (Toulouse)
Pour les articles homonymes, voir Quartier Saint-Michel et Saint-Michel.
Le quartier Saint-Michel est un quartier de Toulouse situé au sud du centre-ville, autour du carrefour de l'ancienne Porte Narbonnaise (actuel palais de justice). Le quartier doit son nom à la Grande Rue Saint-Michel qui le structure, ainsi qu'à l'ancienne église éponyme détruite à la Révolution française. Le long de cette rue se trouve l'ancienne prison Saint-Michel, dont la façade marque le paysage urbain.
C'est un quartier populaire et étudiant en voie de requalification. Certains habitants craignent une gentrification comme dans d'autres faubourgs historiques de la ville. La mairie prévoit de transformer l'ancienne prison Saint-Michel en un espace culturel européen alliant science et art.

## Monuments
- La Fontaine Ariège-Garonne place Lafourcade à Toulouse, par le sculpteur Alexandre Laporte (1851-1904) érigée en 1896.
- Prison Saint-Michel
- Pont Saint-Michel de Toulouse
- Barbacane du quartier Saint-Michel monument historique[3].

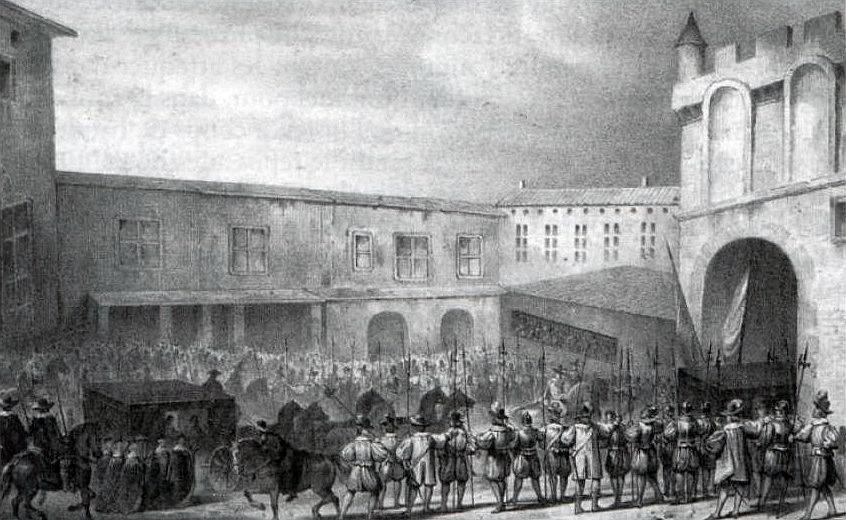
Entrée de Louis XIII à Toulouse, par la Porte Saint-Michel en 1632 (vu par Jean Chalette, dans 'Les Annales de Toulouse').
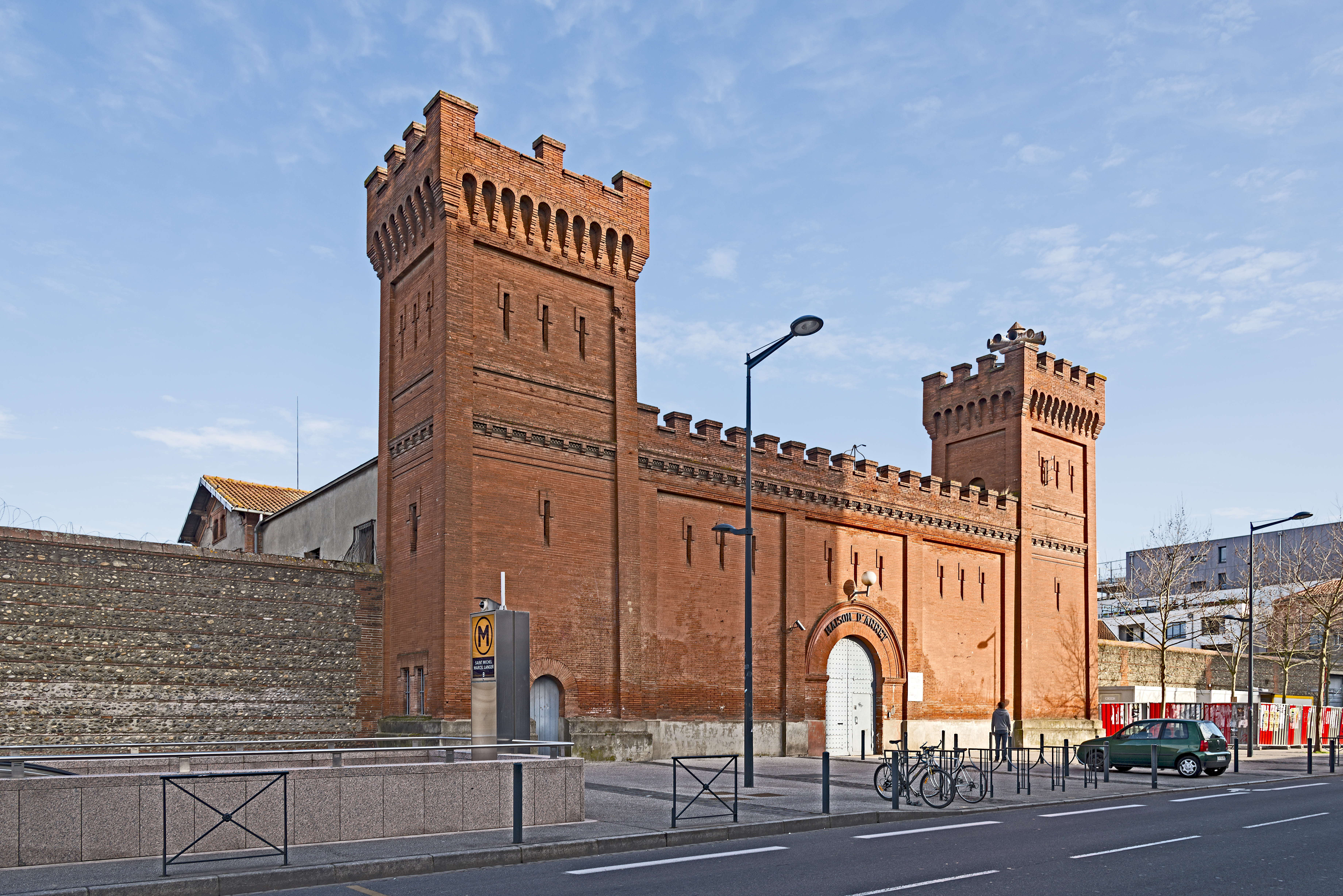
Prison Saint-Michel